# N12 (Burkina Faso)
Die N12 ist eine Fernstraße in Burkina Faso, die in Pâ von der N1 abzweigt und weiter zur Grenze mit der Elfenbeinküste führt.
Es gibt nur einige kleinere Orte an der Strecke. Die Fernstraße endet an der Grenze, anschließend wird sie zur A1 und führt weiter nach Abidjan. Die N12 ist eine der wenigen Straßen in diesem Gebiet, die asphaltiert wurden. Grund dafür ist, dass der größte Teil der Exporte Richtung Elfenbeinküste über die N12 abgewickelt wird.